# Westminster, Vermont
Westminster är en kommun (town) i Windham County, Vermont, USA med cirka 3 210 invånare (2000). 